# Глоговица
Вижте пояснителната страница за други значения на Глоговица.
Глого̀вица е село в Западна България. То се намира в община Трън, област Перник.

## География
Село Глоговица се намира в планински район.

## История
В стари документи и османски регистри селото е записвано така: Kулогвидже (Глоговица) в 1453 г., Гулогуфча-и баля (Горна Глоговица) Глогофча-и баля в 1576 г.; Глоговица в 1878 

## Културни и природни забележителности
На около 3 км от селото е манастирът „Свети Николай“. Основан е в 1865 година, а понастоящем черквата и жилищната му сграда са в развалини. Напоследък местното население организира събиране на средства за реставрация на манастира.